# La Roche-de-Rame
Pour les articles homonymes, voir La Roche.
La Roche-de-Rame est une commune française située dans le département des Hautes-Alpes, en région Provence-Alpes-Côte d'Azur.

## Toponymie
Attestée sous les formes Rama au IVe siècle, la Roche sur Embrun au XVIIIe siècle.
La Rocha de Rama en occitan haut-alpin.
Rame, que l'on retrouve sous son appellation latine et occitane Rama, est une station romaine (ancien village situé sur la rive droite de la Durance), sur la voie Domitienne et fut détruite au XIVe siècle par les débordements de la Durance.
Le nom du village est un pléonasme puisque « Rame » signifie « roche ».

## Géographie
Géologie
La commune de La Roche-de-Rame est située dans la vallée de la Durance, approximativement à mi-chemin entre Guillestre, vers le sud et L'Argentière-la-Bessée, en direction du nord.
Le village de La Roche-de-Rame est construit sur une hauteur dominant la rivière.
Le territoire communal comprend de nombreux hameaux, notamment Pra Reboul et Champaussel.

### Climat
Pour des articles plus généraux, voir Climat de Provence-Alpes-Côte d'Azur et Climat des Hautes-Alpes.
En 2010, le climat de la commune est de type climat des marges montargnardes, selon une étude du Centre national de la recherche scientifique s'appuyant sur une série de données couvrant la période 1971-2000. En 2020, Météo-France publie une typologie des climats de la France métropolitaine dans laquelle la commune est exposée à un climat de montagne ou de marges de montagne et est dans la région climatique Alpes du sud, caractérisée par une pluviométrie annuelle de 850 à 1 000 mm, minimale en été.
Pour la période 1971-2000, la température annuelle moyenne est de 8,7 °C, avec une amplitude thermique annuelle de 18,6 °C. Le cumul annuel moyen de précipitations est de 882 mm, avec 7,3 jours de précipitations en janvier et 6,4 jours en juillet. Pour la période 1991-2020, la température moyenne annuelle observée sur la station météorologique de Météo-France la plus proche, « St Crépin », sur la commune de Saint-Crépin à 5 km à vol d'oiseau, est de 10,0 °C et le cumul annuel moyen de précipitations est de 743,9 mm. 
La température maximale relevée sur cette station est de 38,3 °C, atteinte le 23 août 2023 ; la température minimale est de −20,6 °C, atteinte le 18 décembre 2010,,.
Les paramètres climatiques de la commune ont été estimés pour le milieu du siècle (2041-2070) selon différents scénarios d'émission de gaz à effet de serre à partir des nouvelles projections climatiques de référence DRIAS-2020. Ils sont consultables sur un site dédié publié par Météo-France en novembre 2022.

## Urbanisme

### Typologie
Au 1er janvier 2024, La Roche-de-Rame est catégorisée commune rurale à habitat dispersé, selon la nouvelle grille communale de densité à 7 niveaux définie par l'Insee en 2022.
Elle est située hors unité urbaine. Par ailleurs la commune fait partie de l'aire d'attraction de Briançon, dont elle est une commune de la couronne,. Cette aire, qui regroupe 15 communes, est catégorisée dans les aires de moins de 50 000 habitants,.

### Occupation des sols
Le tableau ci-dessous présente l'occupation des sols de la commune en 2018, telle qu'elle ressort de la base de données européenne d’occupation biophysique des sols Corine Land Cover (CLC).
| Type d’occupation                             | Pourcentage | Superficie (en hectares) |
| --------------------------------------------- | ----------- | ------------------------ |
| Tissu urbain discontinu                       | 0,6 %       | 25                       |
| Prairies et autres surfaces toujours en herbe | 2,4 %       | 98                       |
| Systèmes culturaux et parcellaires complexes  | 1,6 %       | 67                       |
| Forêts de conifères                           | 42,7 %      | 1747                     |
| Pelouses et pâturages naturels                | 14,0 %      | 574                      |
| Forêt et végétation arbustive en mutation     | 10,3 %      | 420                      |
| Plages, dunes et sable                        | 0,7 %       | 29                       |
| Roches nues                                   | 14,3 %      | 584                      |
| Végétation clairsemée                         | 13,5 %      | 552                      |
| Source : Corine Land Cover                    |             |                          |

## Environnement
Le virage industriel pris à La-Roche-de-Rame en y introduisant une industrie lourde métallurgique y a laissé des séquelles. L'Aluminerie PEM (Pechiney) désaffectée a valorisé des terres rares à partir de minerais qui ont laissé des crassiers contenant divers métaux lourds.

## Histoire
Le site est fréquenté depuis l’Antiquité puisque la station de Rama est citée dans plusieurs itinéraires. Au IVe siècle dans l'Itinéraire de Bordeaux à Jérusalem, elle est localisée aux limites de la frontière des Alpes Cottiennes. La station existait encore au XIIe siècle mais une crue de la Durance l'emporta au XIIIe siècle. Des témoignages archéologiques confirment une présence très ancienne (nécropole gallo-romaine avec urnes, fibules et bracelets).
Une partie du territoire de Rame appartenait aux archevêques d'Embrun depuis le milieu du XIIe siècle. En 1321, la juridiction sur le bourg de Rame (villa de Rama) est partagée entre l'archevêque Bertrand de Deux et les coseigneurs de Rame. Cet acte précise que le coseigneur Jean de Rame fait alors construire l'enceinte du bourg.
Au milieu du XVe siècle, les archevêques d'Embrun n'ont plus aucune juridiction temporelle à Rame. Le site change de fonction et, entre 1481 et 1503, le seigneur Fazy de Rame y entreprend des travaux. En plus de l'édification de sa demeure seigneuriale, il refait la porte de l'enceinte. En 1488, le portail est réalisé en pierres de taille, comme celui que Martin de La Villette fera construire en 1506 au château de Picomtal à Crots.
Ce changement constaté à Rame entre le XIVe et le XVe siècle est aussi le résultat d'une évolution dans la trame de l'habitat voisin, puisque les villages de Champcella et de La Roche-de-Rame se développent au détriment du bourg de Rame. L'enceinte villageoise devient alors celle du domaine de Fazy de Rame qui y demeure au moins une partie de l'année.
La vie de sainte Thècle mentionne l'existence de la localité qui semble avoir disparu presque totalement au Moyen Âge probablement en raison d'une catastrophe naturelle. Il subsiste à l'entrée du gouffre de Goufouran les ruines du château et de l'ancienne chapelle Saint-Laurent. Cet édifice au chœur voûté en cul four serait ancien. Un chapelain est connu à la fin du XIVe siècle à «Rupe de Rama».
En 1957 la localité est touchée par la catastrophe du Queyras qui provoque l'engravement du bourg et la coupure de la route de Gap à Briançon.

## Politique et administration
| Période                                  | Période       | Identité                   | Étiquette | Qualité                         |
| ---------------------------------------- | ------------- | -------------------------- | --------- | ------------------------------- |
| Les données manquantes sont à compléter. |               |                            |           |                                 |
| janvier 1838                             | novembre 1840 | Joseph Poullilian          |           | Officier en retraite            |
| mai 1887                                 | après 1917    | Joseph Célestin Poullilian |           | Cultivateur                     |
| avril 1977                               | mars 1983     | Christian Peyron           |           |                                 |
| mars 1995                                | mars 2001     | Maurice Duc                |           |                                 |
| mars 2001                                | En cours      | Michel Frison,             |           | Contremaître, agent de maîtrise |

## Démographie
L'évolution du nombre d'habitants est connue à travers les recensements de la population effectués dans la commune depuis 1793. Pour les communes de moins de 10 000 habitants, une enquête de recensement portant sur toute la population est réalisée tous les cinq ans, les populations de référence des années intermédiaires étant quant à elles estimées par interpolation ou extrapolation. Pour la commune, le premier recensement exhaustif entrant dans le cadre du nouveau dispositif a été réalisé en 2006.

En 2022, la commune comptait 896 habitants, en évolution de +8,34 % par rapport à 2016 (Hautes-Alpes : +0,4 %, France hors Mayotte : +2,11 %).
| 1793 | 1800 | 1806 | 1821 | 1831 | 1836 | 1841 | 1846 | 1851 |
| ---- | ---- | ---- | ---- | ---- | ---- | ---- | ---- | ---- |
| 623  | 440  | 520  | 674  | 777  | 831  | 845  | 826  | 809  |

| 1856 | 1861 | 1866 | 1872 | 1876 | 1881 | 1886 | 1891 | 1896 |
| ---- | ---- | ---- | ---- | ---- | ---- | ---- | ---- | ---- |
| 818  | 764  | 705  | 692  | 718  | 893  | 811  | 731  | 728  |

| 1901 | 1906 | 1911 | 1921 | 1926 | 1931 | 1936 | 1946 | 1954 |
| ---- | ---- | ---- | ---- | ---- | ---- | ---- | ---- | ---- |
| 664  | 630  | 644  | 539  | 516  | 522  | 511  | 510  | 554  |

| 1962 | 1968 | 1975 | 1982 | 1990 | 1999 | 2006 | 2011 | 2016 |
| ---- | ---- | ---- | ---- | ---- | ---- | ---- | ---- | ---- |
| 596  | 601  | 653  | 726  | 702  | 678  | 788  | 847  | 827  |

| 2021 | 2022 | - | - | - | - | - | - | - |
| ---- | ---- | - | - | - | - | - | - | - |
| 867  | 896  | - | - | - | - | - | - | - |

## Lieux et monuments
- L’église Saint-Laurent.

L'autorisation de transfert de la paroisse ayant eu lieu en 1444, l'église Saint-Laurent de la Roche de Rame fut édifiée. L'édifice a été classé au titre des monuments historiques en 1913.
Elle se compose d'une nef de deux travées, d'un chœur plus petit à chevet plat muni d'une jolie baie d'axe longiligne, que coiffent des croisées d'ogives dont les voûtains sont en tuf, matériau traditionnel du Briançonnais, et d'une sacristie.
Des culots assez sommaires reçoivent la retombée des nervures épaisses qui s'appuient sur des colonnes engagées circulaires par l'intermédiaire de chapiteaux à décor végétal ou à masques. Un des chapiteaux de droite se distingue par son style et son matériau.
On y remarque un motif géométrique assez énigmatique qu'encadre de façon symétrique un arc torsadé en plein cintre, ainsi que des entrelacs. Peut-être abîmé et ré-employé il présente un décor incomplet. Il pourrait dater du XIIe siècle. L'Agnus Dei à la clé de voûte du chœur évoque également la permanence des thèmes favoris du monde roman.
Sur une partie du mur méridional de la nef et du chœur des peintures ont été découvertes en 1979. Les panneaux consacrés à la vie de saint Pancrace sont encadrés d'une corniche peinte en trompe-l'œil comportant une rangée d'oves, alors que des cordons d'entrelacs délimitent verticalement les panneaux entre eux. Ces oves et entrelacs dont on sait que l'emploi s'illustre généralement à l'époque romane dans le décor sculpté (Saint-André-de-Rosans, Sainte-Jalle...) prolongent ainsi le sentiment d'une architecture figurée comme étant partie intégrante du décor, dont le modelé «à l'antique» a été rendu par un peintre de talent familiarisé à la sculpture.
- Chapelle Saint-Michel de Pra Reboul.
- Chapelle Saint-Roch de Géro.
- Le lac de la Roche.

Site touristique, lieu de baignade, camping ombragé.
- Le hameau de Pra Reboul.

Vieilles maisons typiques, certaines avec larges balcons de bois orientés vers le sud. Passage voûté, ruelles étroites. Départ d'un chemin escarpé menant au village abandonné de Champaussel. En face du hameau de Pra Reboul, de l'autre côté de la voie ferrée, se trouve une plaine alluviale que les habitants appellent l'Île" ; il s'agit en fait d'un ancien lit de la Durance, aujourd'hui couvert de forêt, où quelques jardins potagers ont été aménagés.

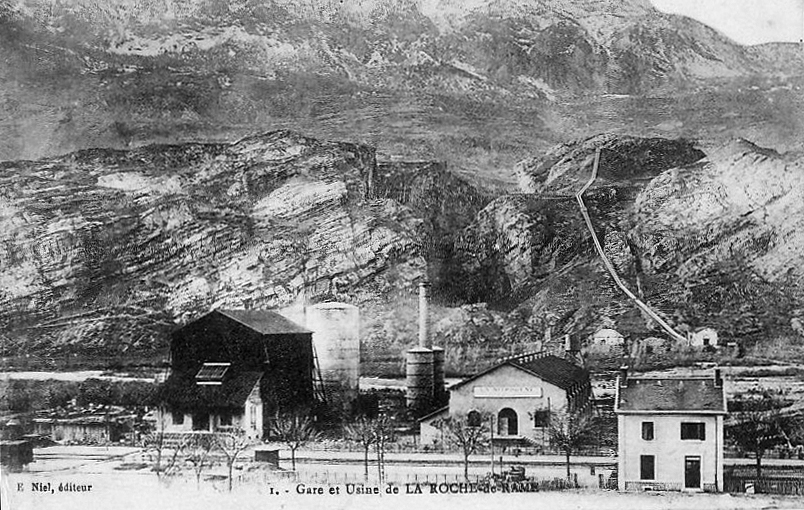
La gare et l'usine vers 1900.

- Gare de La Roche-de-Rame, gare SNCF fermée, néanmoins le bâtiment type d'une petite gare de la Compagnie des chemins de fer de Paris à Lyon et à la Méditerranée (PLM) est abandonné près de l'usine, au bord de la N 94.

## Industrie
EXtruflex est une usine de lanières souples en plastique PVC qui emploie une trentaine de personnes
Il existait également une ancienne usine de production de calcium et de strontium métalliques qui a dû fermer en 2009 à la suite de difficultés économiques et sous la pression des écologistes. Ce site employait une cinquantaine de personnes et utilisait de électricité  produite par une centrale hydroélectrique  alimentée en eau par une conduite forcée descendant de la montagne.

## Personnalités liées à la commune
- Jean-François Allard, né à La Roche-de-Rame en 1806, oblat de Marie-Immaculée, ordonné en 1830, directeur au noviciat de Longueil (Canada), deviendra archevêque du Natal et de Durban en Afrique du Sud. Il meurt à Rome en 1889.

## Héraldique
| Blason de La Roche-de-Rame | Blason  | D'argent au lion de sable armé, lampassé et allumé de gueules.                                                                            |
| Blason de La Roche-de-Rame | Détails | Blason identique à celui de Saint-Crépin (Hautes-Alpes). Ces armes ont été adoptées par décision du conseil municipal le 28 octobre 1968. |